# Arcachon
Arcachon egy francia város Gironde megyében az Aquitania régióban. Lakosainak száma 10 895 fő (2022. január 1.). Gasconyiul: Arcaishon. Tengerparti üdülőhely. A lakosait Arcachonnais-nak nevezik

## Földrajz
Arcachon négy városrészből áll, amelyek az évszakok nevét viselik.

## Története

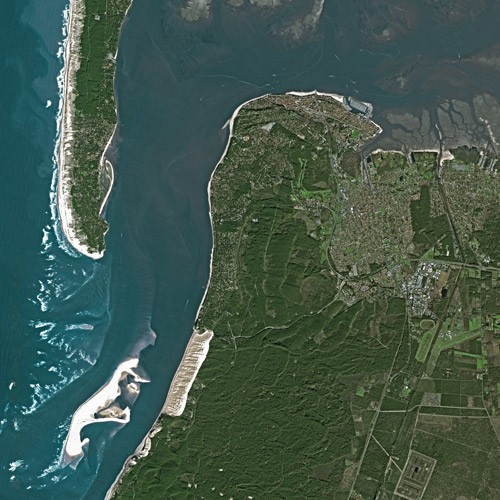

A 19. század elejéig csak néhány kunyhóból és egy tengerészeti támaszpontból állt a település. 1823-ban nyílik meg a fürdő, amely megalapozta a település fejlődését.

## Adminisztráció
Polgármesterek:

| Regnálás  | polgármester                      |
| --------- | --------------------------------- |
| 1857–1865 | Alphonse Lamarque de Plaisance    |
| 1865–1869 | Vicomte Charles Héricart de Thury |
| 1869–1870 | Jean Mauriac                      |
| 1870–1871 | Adalbert Deganne                  |
| 1871–1874 | Jean Mauriac                      |
| 1874–1874 | Louis Alexandre Lafont            |
| 1874–1876 | Alphonse Lamarque de Plaisance    |

| Regnálás  | polgármester               |
| --------- | -------------------------- |
| 1876–1880 | Albert Deganne             |
| 1880–1881 | Jean Gustave Hameau        |
| 1881–1886 | Georges Méran              |
| 1886–1888 | François Grenier           |
| 1888–1890 | Jean Eugène Ormières       |
| 1890–1892 | Eugène Ravaux              |
| 1892–1897 | Comte Charles de Damrémont |

| Regnálás  | polgármester              |
| --------- | ------------------------- |
| 1897–1922 | James Veyrier Montagnères |
| 1945–1977 | Lucien de Gracia          |
| 1977–1985 | Robert Fleury             |
| 1985–2001 | Pierre Lataillade         |
| 2001–2020 | Yves Foulon               |
|           |                           |
|           |                           |

## Demográfia
| Lakosok száma | 14 986 | 13 293 | 11 454 | 12 153 | 10 776 | 10 891 | 11 284 | 11 567 | 11 076 | 10 895 |
|               | 1968   | 1982   | 1999   | 2006   | 2011   | 2015   | 2017   | 2018   | 2020   | 2022   |

## Látnivalók
- Az Arcachon-medence egy tengeri közelében található zárt alakú öbölben
- Madár-sziget és a gólyalábas házak.
- Deganne kastély
- Le belvédère Sainte-Cécile kilátó
- L' Église Notre-Dame

## Testvérvárosok
- Egyesült Államok Amherst 1998
- Németország Goslar 1965
- Portugália Aveiro 1993
- Olaszország Gardone Riviera 1968
- Olaszország Pescara 1968

## Fordítás
- Ez a szócikk részben vagy egészben  az   Arcachon című francia Wikipédia-szócikk fordításán alapul.  Az eredeti cikk szerkesztőit annak laptörténete sorolja fel. Ez a jelzés csupán a megfogalmazás eredetét és a szerzői jogokat jelzi, nem szolgál a cikkben szereplő információk forrásmegjelöléseként.